# Comuna Tarna Mare, Satu Mare
Tarna Mare (în maghiară: Nagytarna, în germană: Gross-Tarnau, Gross-Tarna, Großtharna) este o comună în județul Satu Mare, Transilvania, România, formată din satele Bocicău, Tarna Mare (reședința), Valea Seacă și Văgaș.

## Demografie
Componența etnică a comunei Tarna Mare
     Români (81,17%)
     Ucraineni (4,21%)
     Romi (3,73%)
     Maghiari (2,33%)
     Alte etnii (0,11%)
     Necunoscută (8,45%)
Componența confesională a comunei Tarna Mare
     Ortodocși (83,1%)
     Penticostali (3,54%)
     Romano-catolici (3,4%)
     Alte religii (1,23%)
     Necunoscută (8,73%)
Conform recensământului efectuat în 2021, populația comunei Tarna Mare se ridică la 3.563 de locuitori, în scădere față de recensământul anterior din 2011, când fuseseră înregistrați 3.774 de locuitori. Majoritatea locuitorilor sunt români (81,17%), cu minorități de ucraineni (4,21%), romi (3,73%) și maghiari (2,33%), iar pentru 8,45% nu se cunoaște apartenența etnică. Din punct de vedere confesional, majoritatea locuitorilor sunt ortodocși (83,1%), cu minorități de penticostali (3,54%) și romano-catolici (3,4%), iar pentru 8,73% nu se cunoaște apartenența confesională.

## Politică și administrație
Comuna Tarna Mare este administrată de un primar și un consiliu local compus din 13 consilieri. Primarul, Mariana-Monica Sobius[*], de la Partidul Social Democrat, este în funcție din 2008. Începând cu alegerile locale din 2024, consiliul local are următoarea componență pe partide politice:
|  | Partid                                 | Consilieri | Componența Consiliului | Componența Consiliului | Componența Consiliului | Componența Consiliului | Componența Consiliului | Componența Consiliului | Componența Consiliului |
|  | -------------------------------------- | ---------- | ---------------------- | ---------------------- | ---------------------- | ---------------------- | ---------------------- | ---------------------- | ---------------------- |
|  | Partidul Social Democrat               | 7          |                        |                        |                        |                        |                        |                        |                        |
|  | Partidul Național Liberal              | 3          |                        |                        |                        |                        |                        |                        |                        |
|  | Uniunea Democrată Maghiară din România | 1          |                        |                        |                        |                        |                        |                        |                        |
|  | Alianța pentru Unirea Românilor        | 1          |                        |                        |                        |                        |                        |                        |                        |
|  | Forța Dreptei                          | 1          |                        |                        |                        |                        |                        |                        |                        |